# Hałas niskoczęstotliwościowy
Hałas niskoczęstotliwościowy – dźwięki powodujące hałas z zakresu częstotliwości od 10 Hz do 250 Hz. Dolną granicę 10 herców tłumaczy fakt, iż dosyć trudno jest wykonać, a tym bardziej zinterpretować, pomiar poziomu infradźwięków w zakresie częstotliwości niższych niż 10 Hz.